# Tonalteteuctin
En la mitología mexica los Tonalteteuctin o los Señores del Día son las trece deidades que gobiernan un particular día.
- Xiuhteuctli (♂), dios del fuego, señor del tiempo.
- Tlalcíhuatl (♀), diosa de la tierra.
- Chalchiuhtlicue (♀), diosa del agua, señora de los lagos, de los ríos y de los mares
- Tonatiuh (♂), dios Sol.
- Tlazoltéotl (♀), diosa de la sexualidad, señora de las transgresiones.
- Mictlanteuctli (♂), dios de los muertos, regidor del Inframundo.
- Cintéotl (⚥), dios del maíz.
- Tláloc (♂), dios del rayo, de la lluvia y de los terremotos.
- Quetzalcóatl (♂), dios de la vida, de la luz y del conocimiento, señor del día y de los vientos, regidor del Este.
- Tezcatlipoca (♂), dios de la providencia, de la oscuridad y de lo invisible, señor de la noche, regidor del Norte.
- Mictecacíhuatl (♀), diosa de los muertos, regidora del Inframundo.
- Tlahuizcalpantecuhtli (♂), dios de la aurora, señor del Venus matutino.
- Citlallicue (♀), diosa de las estrellas, señora de la Vía Láctea.